# I liga (Polsko)
I liga je druhá nejvyšší fotbalová soutěž v Polsku, založená roku 1948. Postupující týmy míří do nejvyšší Ekstraklasy, sestupující zase do II ligy. V letech 1949 až 2008 se tato soutěž nazývala Druhou ligou, od roku 2008 se jedná o První ligu. Liga zahrnuje 18 týmů.

## Kluby pro sezónu 2023/24
- Arka Gdynia
- Bruk-Bet Termalica Nieciecza
- MZKS Chrobry Głogów
- GKS Katowice
- GKS Tychy
- Górnik Łęczna
- Lechia
- Miedź Legnica
- Motor Lublin
- Odra Opole
- Podbeskidzie Bielsko-Biała
- Polonia Warszawa
- Resovia Rzeszów
- Stal Rzeszów
- Wisla Krakov
- Wisła Płock
- Zagłębie Sosnowiec
- Znicz Pruszków

## Zajímavosti
- (2011) Tým Arka Gdynia trénoval Čech František Straka.

## Mistři
- 1949 – Górnik Radlin
- 1950 – Polonia Bytom
- 1951 – Lechia Gdańsk

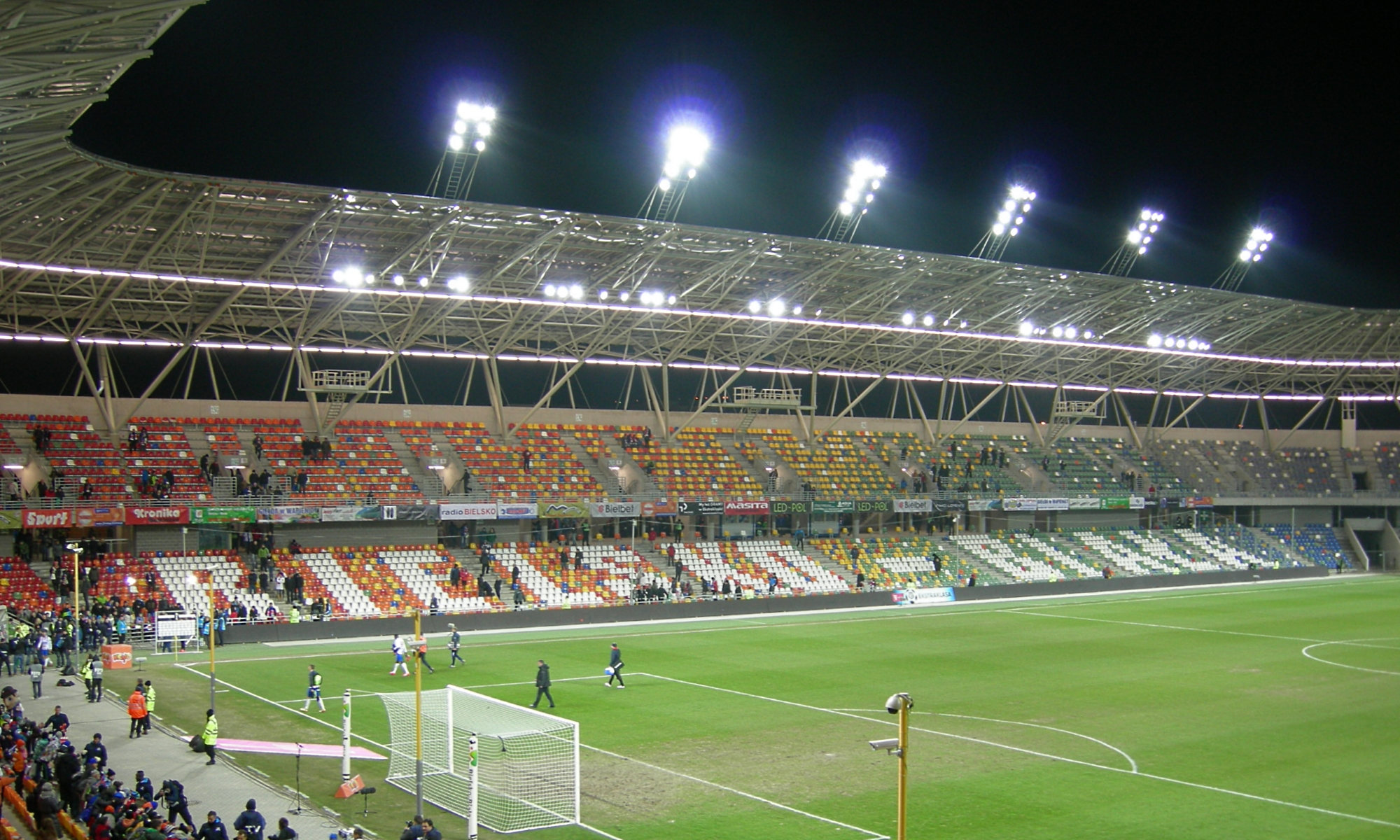
Stadion Miejski (Bielsko-Biała), Bielsko-Biała

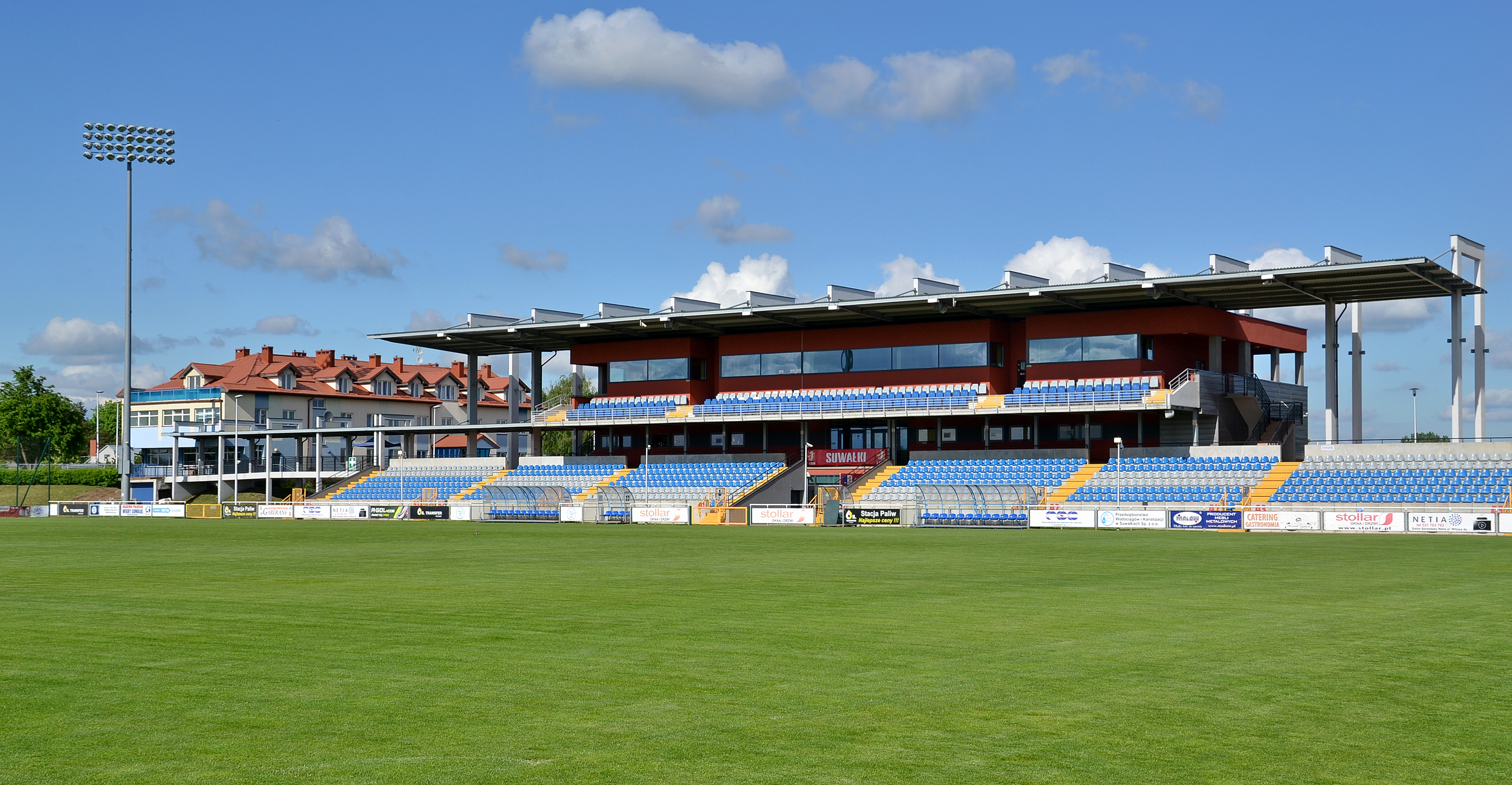
Stadion Miejski (Suwałki), Suwałki

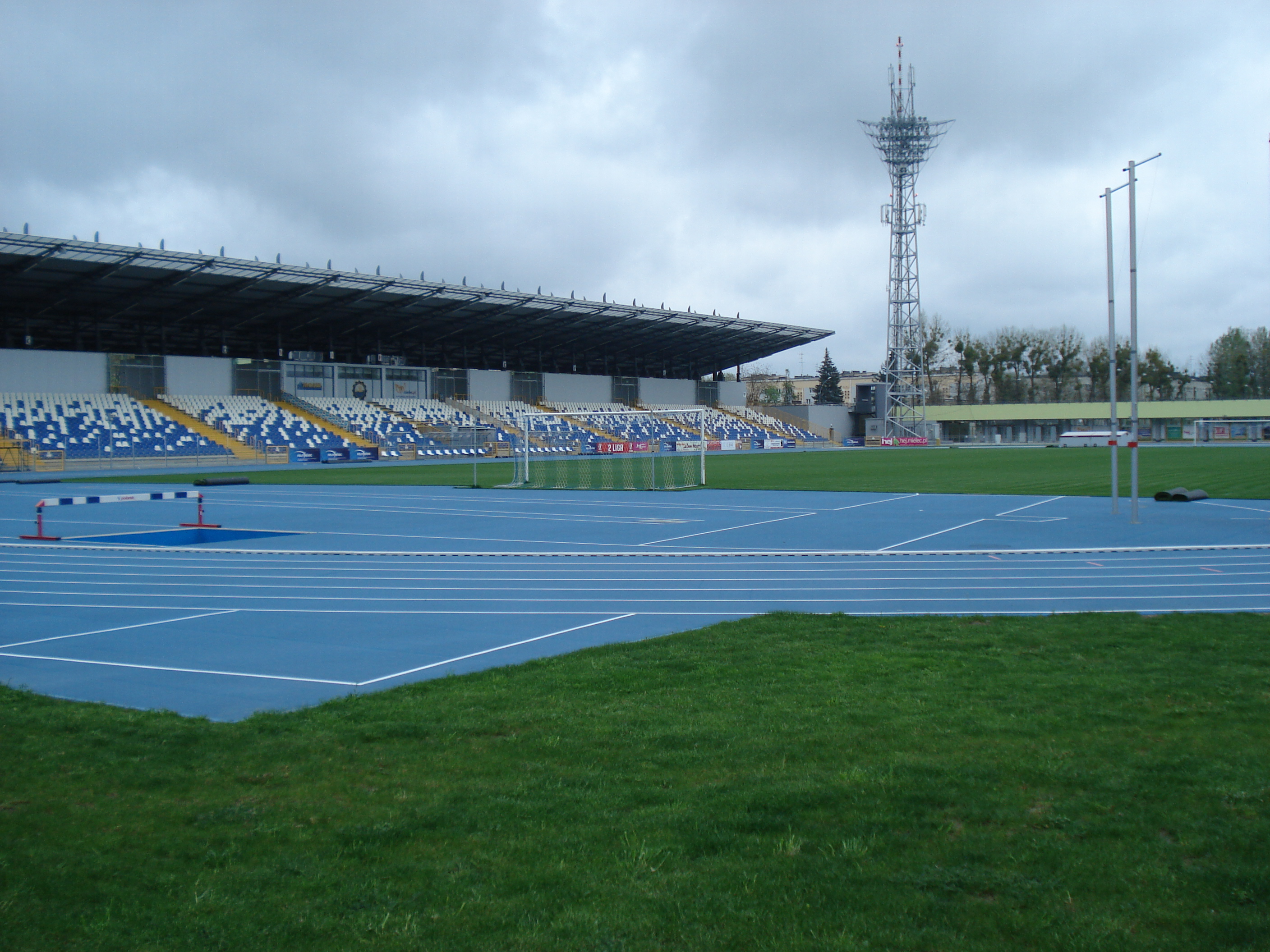
Stadion Stali Mielec, Mielec

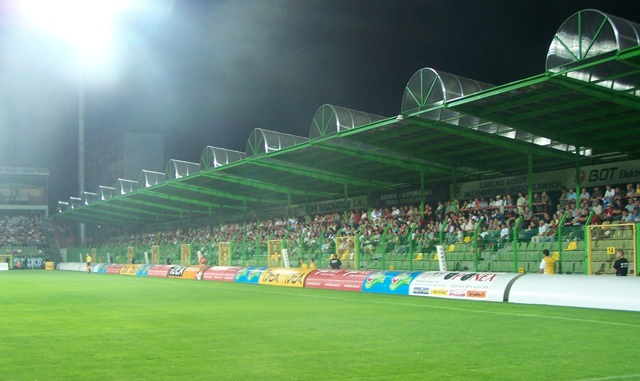
Stadion GKS Bełchatów, Bełchatów

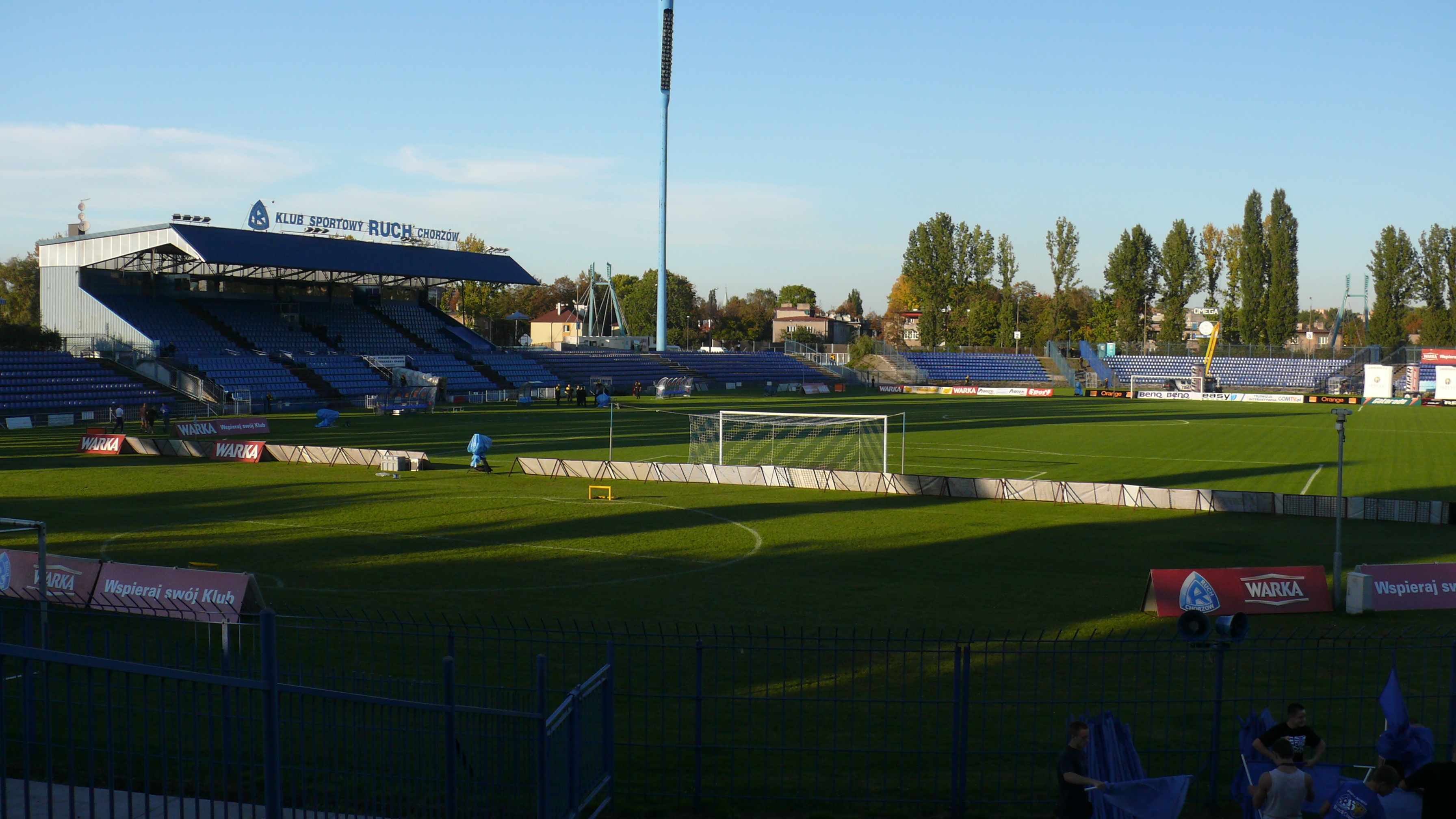
Stadion Ruchu Chorzów, Chorzów

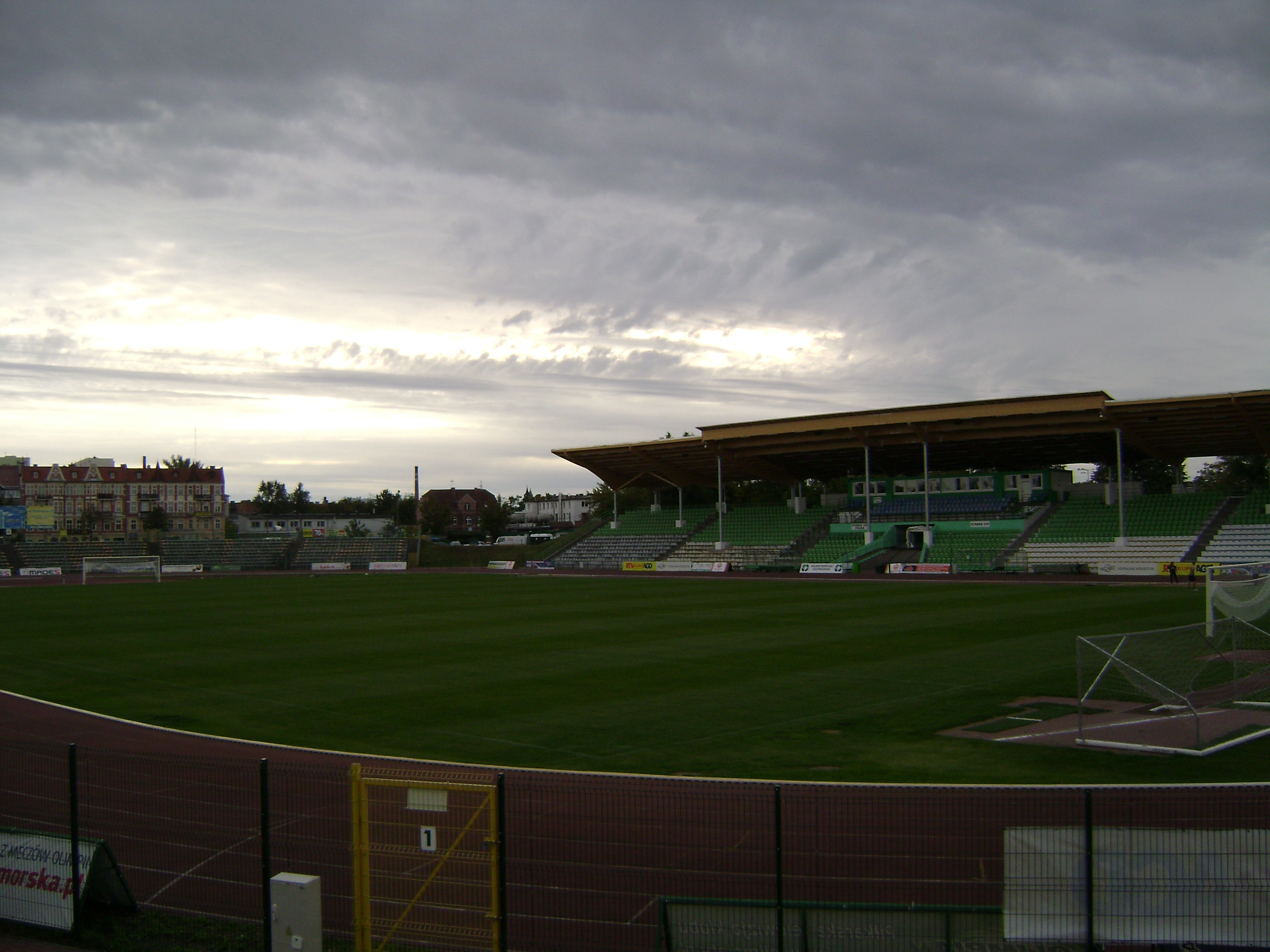
Stadion Miejski w Grudziądzu, Grudziądz

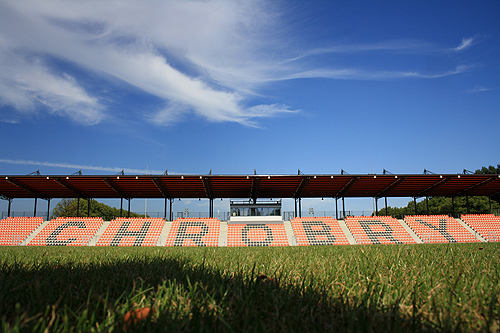
GOS Stadium, Głogów

- 1952 – Gwardia Varšava, Budowlani Opole
- 1953 – Polonia Bydgoszcz
- 1954 – Zagłębie Sosnowiec
- 1955 – Budowlani Opole
- 1956 – Polonia Bytom
- 1957 – Polonia Bydgoszcz, Cracovia
- 1958 – Pogoń Szczecin, Górnik Radlin
- 1959 – Odra Opole, Zagłębie Sosnowiec
- 1960 – Lech Poznań, Stal Mielec
- 1961 – Gwardia Varšava
- 1962 – Stal Rzeszów, Pogoń Szczecin
- 1962/1963 – Szombierki Bytom
- 1963/1964 – Śląsk Wrocław
- 1964/1965 – Wisla Krakov
- 1965/1966 – Cracovia
- 1966/1967 – Gwardia Varšava
- 1967/1968 – Zagłębie Wałbrzych
- 1968/1969 – Gwardia Varšava
- 1969/1970 – ROW Rybnik
- 1970/1971 – Odra Opole
- 1971/1972 – ROW Rybnik
- 1972/1973 – Szombierki Bytom
- 1973/1974 – Arka Gdynia, GKS Tychy
- 1974/1975 – Widzew Łódź, Stal Rzeszów
- 1975/1976 – Arka Gdynia, Odra Opole
- 1976/1977 – Zawisza Bydgoszcz, Polonia Bytom
- 1977/1978 – Gwardia Varšava, GKS Katowice
- 1978/1979 – Zawisza Bydgoszcz, Górnik Zabrze
- 1979/1980 – Bałtyk Gdynia, Motor Lublin
- 1980/1981 – Pogoń Szczecin, Gwardia Varšava
- 1981/1982 – GKS Katowice, Cracovia
- 1982/1983 – Górnik Wałbrzych, Motor Lublin
- 1983/1984 – Lechia Gdańsk, Radomiak Radom
- 1984/1985 – Zagłębie Lubin, Stal Mielec
- 1985/1986 – Olimpia Poznań, Polonia Bytom
- 1986/1987 – Szombierki Bytom, Jagiellonia Białystok
- 1987/1988 – Ruch Chorzów, Stal Mielec
- 1988/1989 – Zagłębie Lubin, Zagłębie Sosnowiec
- 1989/1990 – Hutnik Kraków
- 1990/1991 – Stal Stalowa Wola
- 1991/1992 – Pogoń Szczecin, Siarka Tarnobrzeg
- 1992/1993 – Warta Poznań, Polonia Warszawa
- 1993/1994 – Raków Częstochowa, Stomil Olsztyn
- 1994/1995 – Śląsk Wrocław, GKS Bełchatów
- 1995/1996 – Odra Wodzisław Śląski, Polonia Warszawa
- 1996/1997 – KS Dyskobolia Grodzisk Wielkopolski, Petrochemia Płock
- 1997/1998 – Ruch Radzionków, GKS Bełchatów
- 1998/1999 – KS Dyskobolia Grodzisk Wielkopolski, Petrochemia Płock
- 1999/2000 – Śląsk Wrocław
- 2000/2001 – RKS Radomsko
- 2001/2002 – Lech Poznań
- 2002/2003 – Górnik Polkowice
- 2003/2004 – Pogoń Szczecin
- 2004/2005 – Korona Kielce
- 2005/2006 – Widzew Łódź
- 2006/2007 – Ruch Chorzów
- 2007/2008 – Lechia Gdańsk
- 2008/2009 – Widzew Łódź
- 2009/2010 – Widzew Łódź
- 2010/2011 – ŁKS Łódź
- 2011/2012 - Piast Gliwice
- 2012/2013 - Zawisza Bydgoszcz
- 2013/2014 – GKS Bełchatów
- 2014/2015 – Zagłębie Lubin
- 2015/2016 – Arka Gdynia
- 2016/2017 – Sandecja Nowy Sącz
- 2017/2018 – Miedź Legnica
- 2018/2019 – Raków Częstochowa
- 2019/2020 – Stal Mielec
- 2020/2021 – Radomiak Radom
- 2021/2022 – Miedź Legnica
- 2022/2023 – ŁKS Łódź
- 2023/2024 – Lechia Gdańsk